# Ösan
Ösan är en å i Västergötland som rinner från en punkt mellan Falköping och Tidaholm norrut till sjön Östen, som i sin tur avvattnas av Tidan. Ösans längd är 70 kilometer .
Ösan rinner inte genom några större orter men passerar byarna Vreten och Varola sydöst om Skövde. Avrinningsområdet är 510 km² och medelvattenföringen är 4,5 m³/s.
Ösans biflöden är Tittabäcken, Luttran, Vrångebäcken, Vräkeforsbäcken, Rånnån, Mellomkvarnsbäcken (som bland annat avvattnar Karstorpasjön), Ömboån och Skarsikebäcken.
Ösan är näringsrik och kan vissa år svämma över.

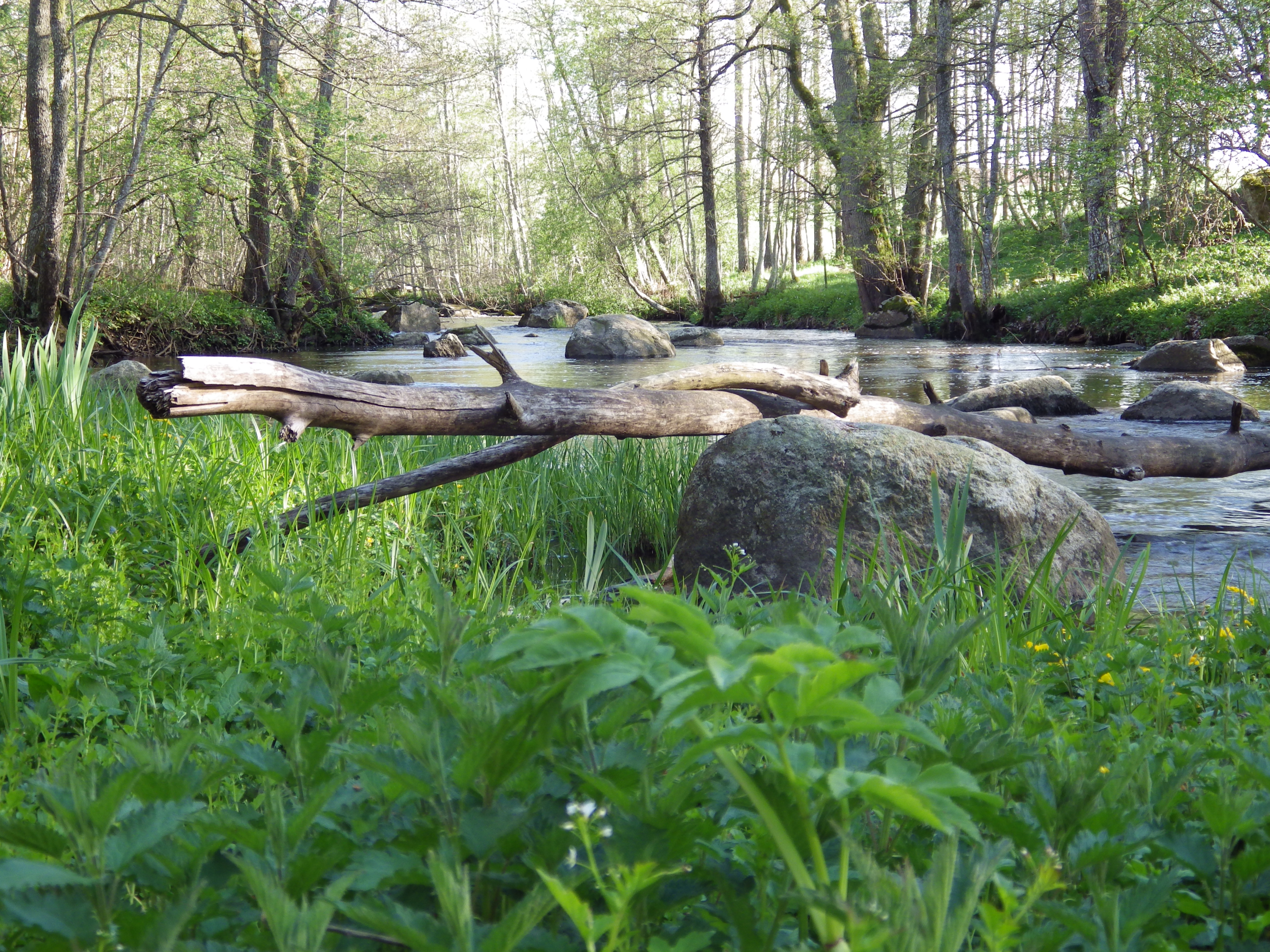
Ösan i höjd med Skövde.